# Orthochtha nigricornis
Orthochtha nigricornis är en insektsart som först beskrevs av Karsch 1893.  Orthochtha nigricornis ingår i släktet Orthochtha och familjen gräshoppor.

## Underarter
Arten delas in i följande underarter:
- O. n. nigricornis
- O. n. congoensis
- O. n. prasina